# Jean-Charles Castelletto
Jean-Charles Castelletto (Clamart, 26 de janeiro de 1995) é um futebolista camaronês que atua como zagueiro. Atualmente, defende o Al-Duhail.

## Carreira
Revelado pelo Auxerre, jogou no time B entre 2012 e 2013, ano em que foi promovido ao elenco principal, estreando na vitória por 4 a 0 sobre o Tours pela Ligue 2. Em 2 temporadas pelo AJA, o zagueiro disputou 49 partidas e fez um gol (juntando as Copas da França e da Liga, foram 60 jogos no total).
Em 2015 assinou com o Club Brugge, porém teve poucas chances - foram apenas 3 jogos pela Jupiler Pro League. Foi emprestado ao Mouscron-Péruwelz em 2016, tendo atuado em 10 jogos, e no mesmo ano voltou à França para defender o Red Star em 32 jogos, balançando as redes adversárias 2 vezes.
Após o término de seu contrato com o Brugge, Castelletto assinou com o Stade Brestois em julho de 2017.

## Carreira internacional
Nascido na França, o zagueiro é descendente de camaroneses por parte de mãe e é filho de um italiano, jogando nas seleções de base de seu país natal entre 2010 e 2014. Em novembro de 2017, decidiu jogar pela Seleção Camaronesa, estreando em novembro contra a Zâmbia, pelas eliminatórias africanas da Copa de 2018 (empate por 2 a 2), sendo o primeiro descendente de italianos a jogar pelos Leões Indomáveis.
Ele também chegou a figurar entre os pré-convocados para a Copa Africana de Nações de 2019, mas foi retirado da convocação final.

## Títulos
Club Brugge
- Jupiler Pro League: 2015–16